# Kostel svatého Václava (Deštná)
Kostel svatého Václava v Deštné je římskokatolický farní kostel v obci Deštná, která je jednou z částí města Dubá na jihu okresu Česká Lípa. Barokní sakrální stavba s původními románskými prvky stojí na vyvýšeném místě na úbočí svahu obklopená hřbitovem. U něho se při západní straně nalézá dvůr, který je dřevěný a roubený, stojící na místě staršího panského dvora, spojeného kdysi s věží kostela. Kostel byl ve druhé polovině 18. století přestavěn do barokní podoby. Od roku 1965 je zapsán v celostátním seznamu kulturních památek.

## Historie

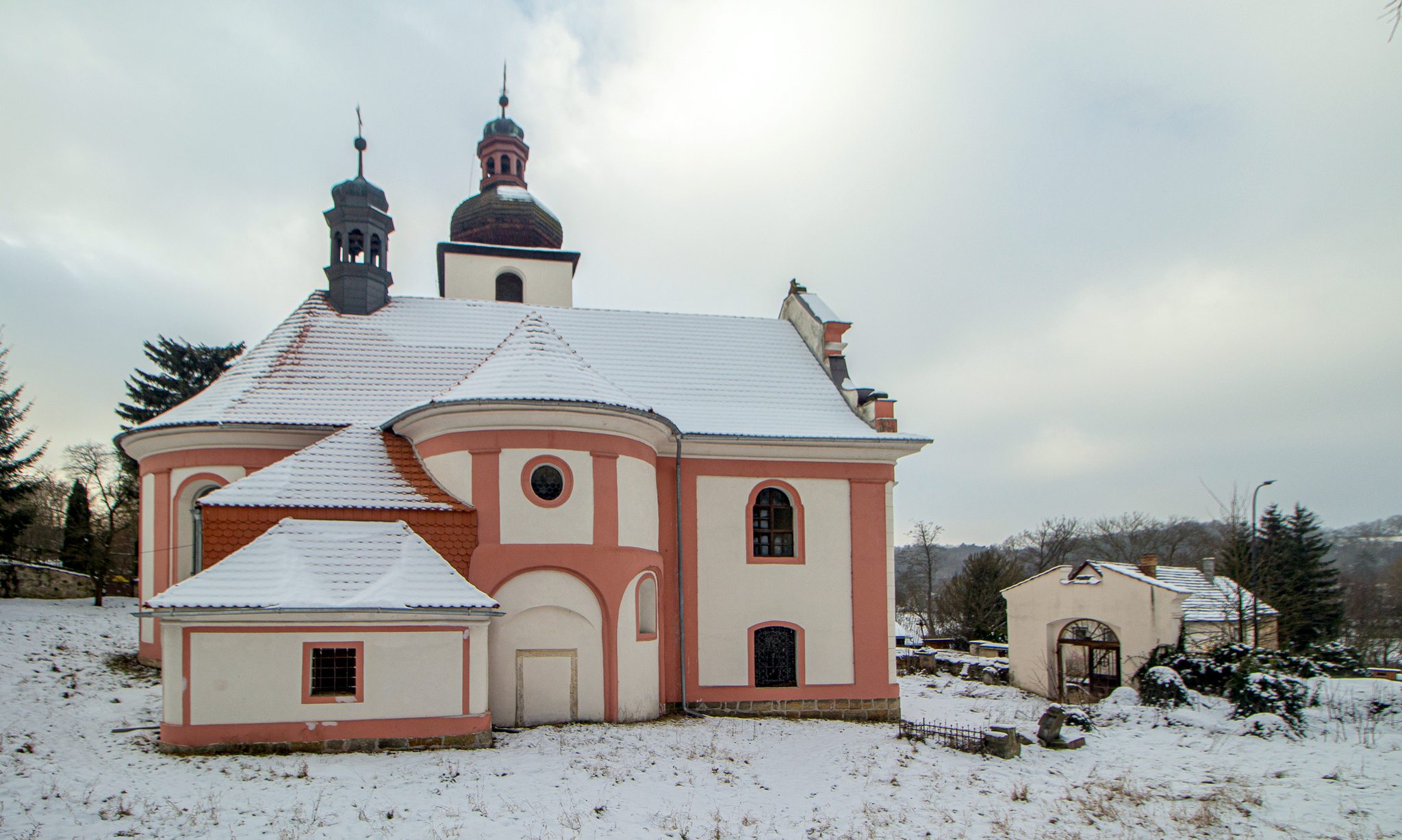
Pohled na kostel sv. Václava v Deštné ze strany

Kostel svatého Václava je nejstarší stavební památkou v oblasti Dubé. Původní kostel byl románskou stavbou z období před rokem 1230. Tento románský kostel byl orientován k východu.
Původní románskou podobu kostela připomíná východní apsida, která je členěná v dolní polovině třemi lichými arkádami a západní průčelí s hranolovou věží. První známý písemný doklad je z roku 1352, tehdy kostel patřil k mělnickému děkanátu.
Obdélnou románskou loď nahradila v letech 1763–1766 (1763-1765) loď barokní svatyně, kterou podle návrhu stavitele z Kosmonos vystavěli zedničtí mistři F. Hoppe a Oppelt. Tehdy se změnila orientace kostela k jihu. Boční zdi lodi byly ubourány a z původní románské stavby se zachovaly jen apsida (jež byla původně presbytářem), která se stala jakousi boční kaplí a věž. Sakristie byla zřízena v roce 1817. Kostel byl obnoven v roce 1882. V roce 1891 byla v Deštné zřízena samostatná farnost (budova fary stojí u kostela). Na velikonoční neděli se konala v roce 1938, zřejmě naposled, Velikonoční jízda (německy Osterreiten či Kreuzreiten), která oslavuje zmrtvýchvstání Krista a polní mše. Při jízdě objížděli jezdci na koních pole a sakrální památky, to na počest křížových výprav do Svaté země. Po roce 1945 přestala být farnost obsazována knězem a do místa začali dojíždět excurrendo kněží z okolí, většinou z Jestřebí nebo Dubé. V letech 2009-2010 byl kostel opravován a 4. října 2010 jej litoměřický biskup Jan Baxant znovupožehnal po opravě.

### Program záchrany architektonického dědictví
V rámci Programu záchrany architektonického dědictví bylo v letech 1995-2014 na opravu památky čerpáno 4 800 000 Kč.
| rok    | 2003 | 2004 | 2005 | 2006 | 2007 | 2008 | 2009 |
| ------ | ---- | ---- | ---- | ---- | ---- | ---- | ---- |
| částka | 700  | 800  | 800  | 400  | 800  | 500  | 800  |

## Architektura

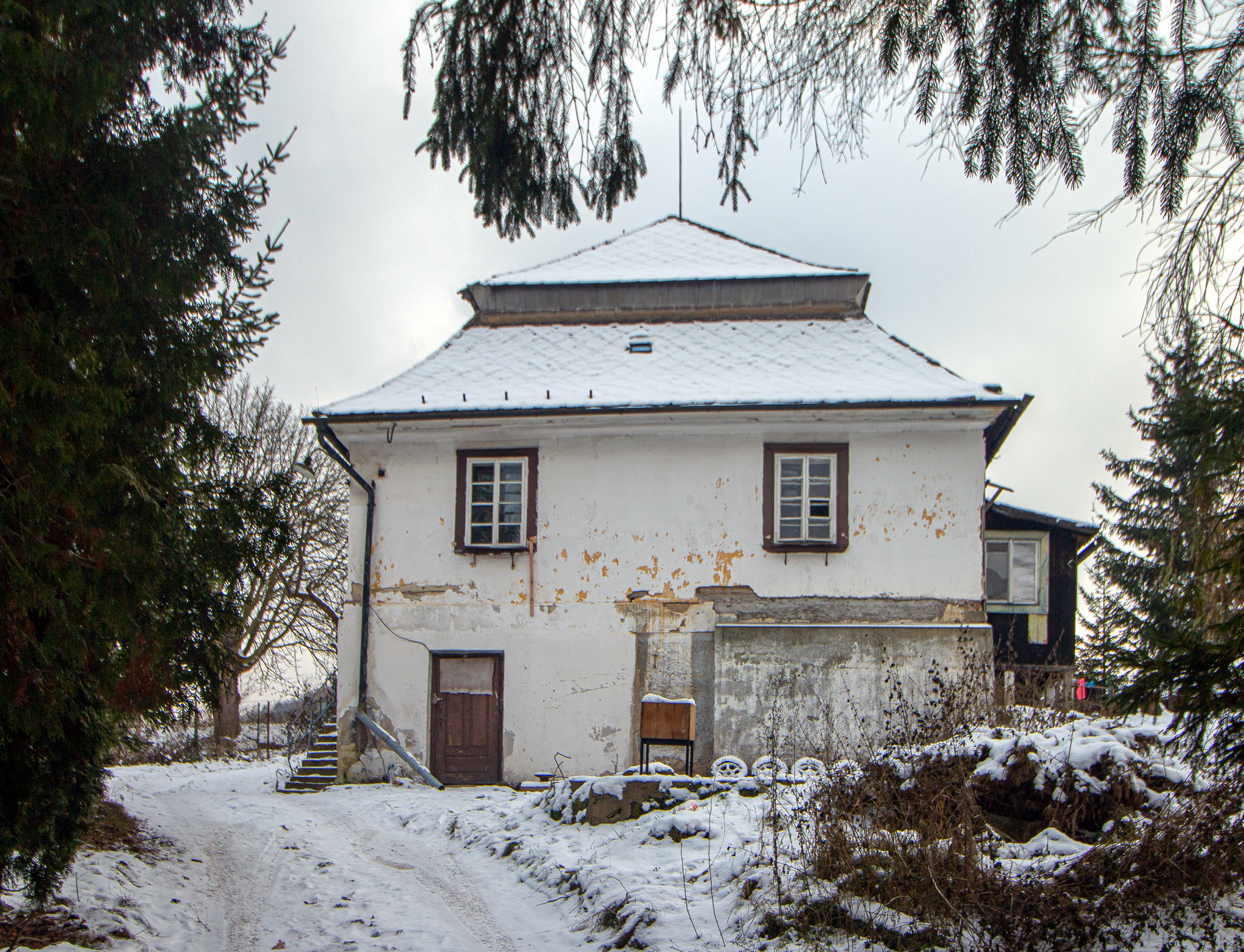
Fara

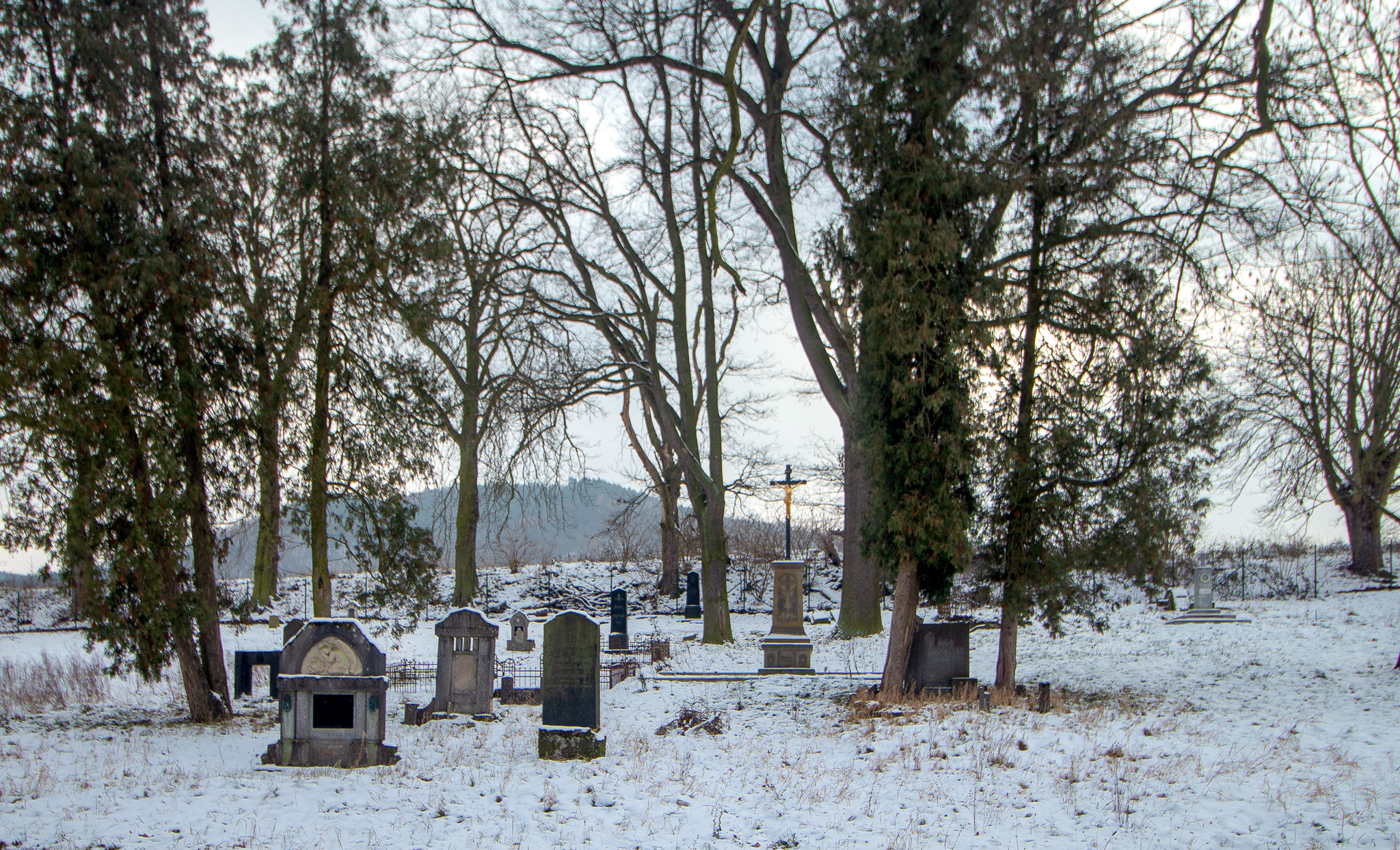
Hřbitov u kostela

### Exteriér
Kostel je jednolodní, obdélný s půlkruhově uzavřeným presbytářem s obdélnou sakristií, románskou apsidou po východní straně a románskou věží na západní straně. Hlavní – severní průčelí je členěno pilastry a vrcholí volutovým štítem uprostřed s kasulovým oknem. Stěny kostely jsou zevně členěny pilastry s římsou a půlkruhově uzavřenými okny. Románská apsida je členěna v dolní polovině původními lichými arkádami, v horní polovině barokními pilastry s římsou. Na bocích věže jsou dvě sdružená, zřejmě románská, okénka s datem obnovy 1882. Báň věže je cibulová.

### Interiér
Stěny presbytáře jsou uvnitř členěny pilastry. Kostel má v klenbě dvě pole české placky s pásem. Presbytář je sklenut konchou. Sakristie má valenou klenbu s lunetami.

### Vybavení
Zařízení kostela je rokokové z období kolem roku 1766. Hlavní oltář je rámový. Je opatřen obrazem sv. Václava z roku 1765. Po stranách hlavního oltáře nad brankami se nacházejí sochy sv. Víta a sv. Ludmily. Dva boční oltáře jsou z období před rokem 1769, a jsou dílem sochaře ze Sloupu. Kazatelna má ambon s pozdně renesančními reliéfy andílčích hlav z konce 16. století a klobouk z 19. století. Ostatní zařízení a obrazy pochází z období od 2. poloviny 18. do 19. století. Kamenná křtitelnice je datována do období mezi 17. až 18. stoletím.

## Okolí kostela
Na hřbitov obklopený zdí u kostela vede pozdně barokní brána z období kolem roku 1766. Nedaleko stojící barokní fara má mansardovou střechu. Při silnici k Dubé pod dětským domovem a internátní školou (bývalým plicním sanatoriem) je ve skále tesaný kamenný reliéf Kalvárie, který byl zřejmě původně nad studánkou.